# ان‌جی‌سی ۴۷۸۰
ان‌جی‌سی ۴۷۸۰ یک کهکشان است.
NGC 4780 یک کهکشان مارپیچی میانی در صورت فلکی سنبله است. در فاصله 166 میلیون سال نوری (51 مگاپارسک) از خورشید قرار دارد. در سال 1880 توسط ستاره شناس ویلهلم تمپل کشف شد.